# (20453) 1999 KL6
A (20453) 1999 KL6 a Naprendszer kisbolygóövében található aszteroida. A LINEAR projekt keretében fedezték fel 1999. május 24-én.